# 4th Ikimasshoi!
Albums de Morning Musume
3rd -Love Paradise-
(29 mars 2000) No.5
(26 mars 2003)
Compilations par Morning Musume
Best! Morning Musume 1
(31 janvier 2001) Hawaiian de Kiku Single Collection
(10 juillet 2002)
Bandes originales par Morning Musume
Love Century
(1er août 2001)
Singles
1. Renai Revolution 21
Sortie : 13 décembre 2000
2. The Peace!
Sortie : 25 juillet 2001
3. Mr. Moonlight ~Ai no Big Band~
Sortie : 31 octobre 2001
4. Sōda! We're Alive
Sortie : 20 février 2002

4th Ikimasshoi!, ou 4th "Ikimasshoi!" (4th 「いきまっしょい!」, Fôsu "Ikimasshoi!", "forth" étant prononcé à l'anglaise ; trad : « 4e - Allons-y! ») est le quatrième album du groupe de J-pop Morning Musume, sorti en 2002.

## Présentation
L'album sort le 27 mars 2002 au Japon sur le label zetima. Il est écrit, composé et produit par Tsunku. Il sort deux ans après le précédent album original du groupe, 3rd -Love Paradise-, à la suite de la sortie entre-temps de la compilation Best! Morning Musume 1 en 2001, aux ventes importantes. L'album atteint la première place du classement des ventes de l'Oricon, et reste classé pendant 8 semaines, pour un total de 515 440 exemplaires vendus durant cette période. Il restera le troisième album le plus vendu du groupe.
C'est le premier album original du groupe sans Sayaka Ichii et Yuko Nakazawa, qui l'ont quitté respectivement en 2000 et 2001. C'est aussi son premier album original avec les huit nouvelles membres des 4e et 5e "générations", arrivées successivement en 2000 et 2001, après la sortie du précédent album original. C'est son dernier album avec Maki Goto, qui quittera le groupe en septembre suivant.
L'album contient treize titres, dont cinq déjà sortis précédemment sur quatre singles, dans des versions légèrement différentes : Renai Revolution 21 en 2000, The Peace! / Dekkai Uchuu ni Ai ga Aru et Mr. Moonlight ~Ai no Big Band~ en 2001, et Sōda! We're Alive en 2002. Il ne contient cependant pas les chansons-titres des deux singles qui les ont précédés, Happy Summer Wedding et I Wish, qui ne figurent donc que sur la compilation Best! Morning Musume 1. Le titre Renai Revolution 21 a été ré-enregistré pour l'album, avec les treize membres de la formation d'alors ; les titres The Peace!, Dekkai Uchuu ni Ai ga Aru et Mr. Moonlight (...) ont été rallongés pour l'album.
Sur les huit nouvelles chansons de l'album, quatre ne sont interprétées que par quelques membres du groupe : Hajimete no Rock Concert est interprétée par six d'entre elles, Densha no Futari par les sept autres, Suki na Senpai par les quatre nouvelles membres de la 5e génération, et Otoko Tomodachi par Natsumi Abe en solo avec la 5e génération aux chœurs.

## Formation
Membres du groupe créditées sur l'album :
- 1re génération : Kaori Iida, Natsumi Abe
- 2e génération : Kei Yasuda, Mari Yaguchi
- 3e génération : Maki Goto
- 4e génération : Rika Ishikawa, Hitomi Yoshizawa, Nozomi Tsuji, Ai Kago
- 5e génération : Ai Takahashi, Asami Konno, Makoto Ogawa, Risa Niigaki

## Titres
Toutes les chansons sont écrites et composées par Tsunku.
| CD              | CD                                                                           | CD                                                        | CD         | CD | CD | CD | CD | CD | CD |
| No              | Titre                                                                        | Origine ou interprètes                                    | Durée      |    |    |    |    |    |    |
| --------------- | ---------------------------------------------------------------------------- | --------------------------------------------------------- | ---------- | -- | -- | -- | -- | -- | -- |
| 1.              | The Peace! (Complete Version) (ザ☆ピ～ス...)                                 | 12e single (version allongée)                             | 5 min 27 s |    |    |    |    |    |    |
| 2.              | Ii Koto Aru Kinen no Shunkan (いいことある記念の瞬間)                        |                                                           | 4 min 14 s |    |    |    |    |    |    |
| 3.              | Mr. Moonlight ~Ai no Big Band~ (Long Version) (...～愛のビッグバンド～...)   | 13e single (version allongée)                             | 7 min 01 s |    |    |    |    |    |    |
| 4.              | Hajimete no Rock Concert (初めてのロックコンサート)                          | Iida, Yasuda, Yaguchi, Goto, Tsuji, Ogawa                 | 4 min 35 s |    |    |    |    |    |    |
| 5.              | Otoko Tomodachi (男友達)                                                     | Abe (avec Takahashi, Konno, Ogawa, Niigaki)               | 4 min 03 s |    |    |    |    |    |    |
| 6.              | Sōda! We're Alive (そうだ！We’re Alive)                                      | 14e single                                                | 4 min 57 s |    |    |    |    |    |    |
| 7.              | Dekkai Uchuu ni Ai ga Aru (Album Version) (でっかい宇宙に愛がある...)        | Face B du 12e single (version allongée)                   | 5 min 03 s |    |    |    |    |    |    |
| 8.              | Ikimasshoi! (いきまっしょい!)                                                |                                                           | 4 min 07 s |    |    |    |    |    |    |
| 9.              | Densha no Futari (電車の二人)                                                | Abe, Ishikawa, Yoshizawa, Kago, Takahashi, Konno, Niigaki | 3 min 20 s |    |    |    |    |    |    |
| 10.             | Honki de Atsui Theme Song (本気で熱いテーマソング)                           |                                                           | 5 min 21 s |    |    |    |    |    |    |
| 11.             | Suki na Senpai (好きな先輩)                                                  | Takahashi, Konno, Ogawa, Niigaki                          | 3 min 19 s |    |    |    |    |    |    |
| 12.             | Renai Revolution 21 (13-nin Version) (恋愛レボリューション21 (13人 Version)) | 11e single (nouvelle version)                             | 4 min 53 s |    |    |    |    |    |    |
| 13.             | Nanni mo Iwazu ni I Love You (なんにも言わずにI Love You)                    |                                                           | 5 min 15 s |    |    |    |    |    |    |
| 1 h 01 min 35 s |                                                                              |                                                           |            |    |    |    |    |    |    |